# Hakkı
Hakkı ist ein männlicher Vorname.

## Herkunft und Bedeutung
Hakkı ist ein türkischer Name arabischer Herkunft. Übersetzt bedeutet er „Die Gerechtigkeit“.

## Namensträger

### Osmanische Zeit
- İbrahim Hakkı Erzurumi (1703–1780), osmanischer Universalgelehrter
- İbrahim Hakkı Pascha (1863–1918), Großwesir im Osmanischen Reich
- Hafız Hakkı Pascha (1879–1915), osmanischer General und Pascha

### Vorname
- Hakkı Akil (* 1953), türkischer Botschafter
- Hakkı Atun (* 1935), zyperntürkischer Politiker
- Hakkı Başar (* 1969), türkischer Ringer
- Hakkı Bulut (* 1945), türkischer Sänger und Schauspieler
- Hakkı Çimen (* 1957), türkisch-deutscher Schriftsteller
- Hakkı Keskin (* 1943), türkischstämmiger deutscher Politiker
- Hakkı Kurtuluş (* 1980), türkischer Filmregisseur, -produzent und Drehbuchautor
- Hakkı Yeten (1910–1989), türkischer Fußballspieler, -trainer und -funktionär
- Hakkı Yıldız (* 1995), türkischer Fußballspieler

### Zwischenname
- İsmail Hakkı Karadayı (1932–2020), türkischer General

### Familienname „Hakki“
- Imad Hakki (* 1957), syrischer Schachspieler
- Yahya Hakki (1905–1992; auch Yahya Haqqi, Jachja Hakki, Yehia Hakki), ägyptischer Schriftsteller